# Carl-Heinrich von Stülpnagel

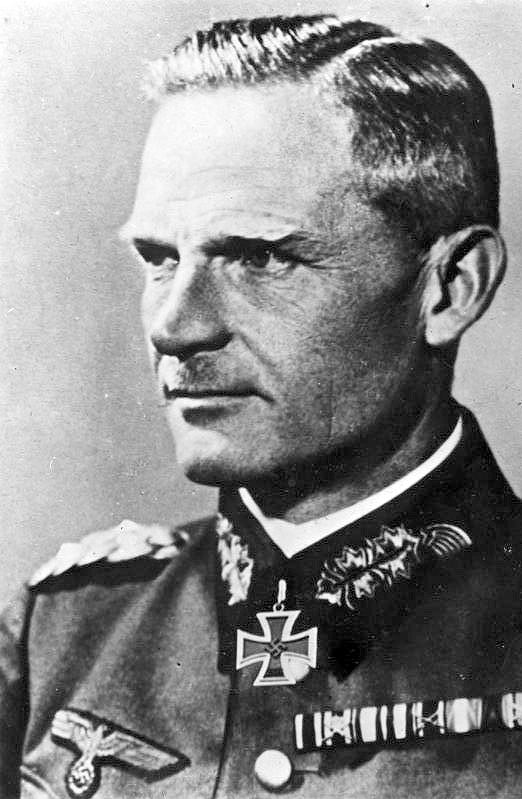
General der Infanterie Carl-Heinrich von Stülpnagel (1941)

Carl-Heinrich Rudolf Wilhelm von Stülpnagel (* 2. Januar 1886 in Berlin; † 30. August 1944 in Berlin-Plötzensee) war ein deutscher Offizier, zuletzt General der Infanterie der Wehrmacht im Zweiten Weltkrieg. Als Mitglied im Widerstand gegen den Nationalsozialismus war er am Attentat vom 20. Juli 1944 beteiligt.

## Familie und Erster Weltkrieg
Stülpnagel ist der Name eines uckermärkischen Adelsgeschlechtes, das 1321 erstmals urkundlich erwähnt wurde. Carl-Heinrich von Stülpnagel war der Sohn des preußischen Generalleutnants Hermann von Stülpnagel (1839–1912) und dessen Ehefrau Luise, geborene Freiin von der Tann-Rathsamhausen (1856–1907).
Er legte 1904 das Abitur am Lessing-Gymnasium in Frankfurt am Main ab. Am 1. Oktober 1904 trat er in Darmstadt als Fahnenjunker in das 1. Großherzoglich Hessische Infanterie-(Leibgarde-)Regiment Nr. 115 der Preußischen Armee ein. Nach bestandenem Offiziersexamen am 18. Mai 1905 erfolgte am 21. Januar 1906 die Ernennung zum Leutnant. Vom 1. Oktober 1911 bis zum 30. Juni 1914 besuchte er die Kriegsakademie in Berlin und avancierte Mitte Juli 1913 zum Oberleutnant. Bei Kriegsausbruch 1914 war er Chef der 12.  Kompanie seines Regiments und Regimentsadjutant. Am 19. Juli 1915 wurde er zum Hauptmann befördert. Am 20. Januar 1916 heiratete er auf Gut Brandis Helene Freiin von Pentz (1889–1965), die Tochter des sächsischen Gutsbesitzers Friedrich Freiherr von Pentz, Familienfideikommissherr auf Gut Brandis, und seiner Ehefrau Marie, geborene Steinmetz. Aus der Ehe gingen Joachim (geb. 1917), Walter (geb. 1919) sowie die Tochter Marie-Luise (geb. 1923) hervor. Am Ende des Ersten Weltkrieges war Stülpnagel Erster Generalstabsoffizier der 18. Infanterie-Division an der Westfront. Für sein Wirken hatte er beide Klassen des Eisernen Kreuzes erhalten.

## Weimarer Republik und Zweiter Weltkrieg

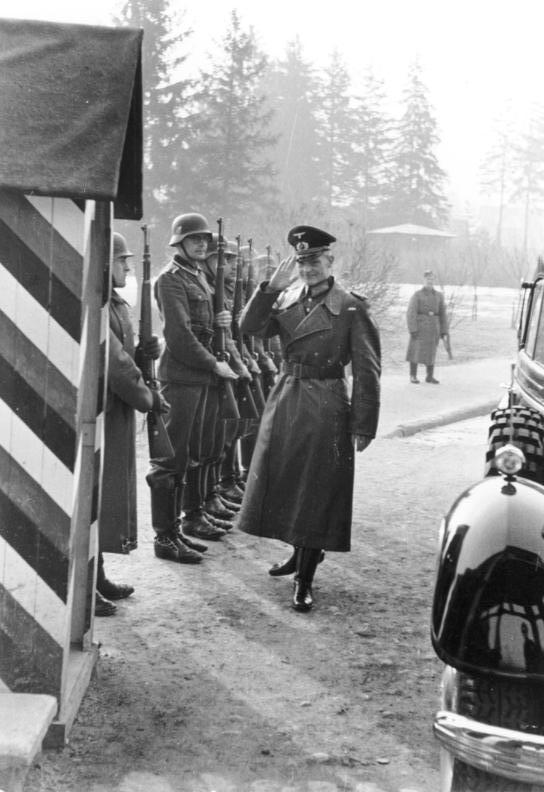
Carl-Heinrich von Stülpnagel, 1941, Polen

1920 beteiligte er sich an dem Putsch unter Führung von Walther von Lüttwitz und Wolfgang Kapp gegen die junge Republik. 1924 wurde er Chef des Infanterieregiments 3 in Deutsch-Eylau und in dieser Stellung 1925 zum Major befördert. In den nachfolgenden zwei Jahren war er im Reichswehrministerium in Berlin tätig, zwischen 1927 und 1929 1. Generalstabsoffizier der 6. Division in Münster in Westfalen. Durch die Verlegung des Stabes des II. Bataillons und der 5. und 6. Kompanie des II. (Preußischen) Infanterie-Regiments Nr. 5 nach Neuruppin und deren Einzug am 3. April 1928 erfolgte seine Versetzung als Kommandierender an den seit 1688 bestehenden Garnisonstandort. Die Einheiten bezogen im Laufe des Jahres die neu erbaute See-Kaserne und die Friedrich-Franz-Kaserne. Stülpnagel wohnte im Eckhaus Präsidentenstraße/Ecke Parkstraße mit Blick auf den vom preußischen Kronprinz Friedrich (späteren König Friedrich II. von Preußen) 1735/36 angelegten Garten; sein Interesse an dieser Epoche der Geschichte ließ ihn verschiedene Beiträge dazu verfassen, so die 1934 in Neuruppin erschienene Schrift "Stadt und Grafschaft Ruppin in Berührung mit dem brandenburgisch-preußischen Heer bis zur Zeit Friedrich des Großen". Am 1. Februar 1930 wurde er zum Oberstleutnant befördert. Im Herbst 1931 erfolgte die Ernennung zum Lehrgruppen-Kommandeur der Infanterieschule Dresden; sein Nachfolger in Neuruppin wurde Paul von Hase. Außerdem arbeitete er bis 1933 gemeinsam mit Generalmajor Ludwig Beck an einer Dienstvorschrift für die "Truppenführung". Im Frühjahr 1932 wurde er im Stab des 7. (Preußischen) Reiter-Regiment in Breslau tätig.
Im Dezember 1932 wurde Stülpnagel  durch seinen Freund, den soeben beförderten Generalleutnant Ludwig Beck mit gleichzeitig eigener Beförderung zum Oberst i. G. in das Reichswehrministerium kommandiert. Hier übernahm er ab 1. Dezember die Leitung der Abteilung Fremde Heere im Truppenamt. Er löste dabei Herbert Fischer ab, der die 1927/28 im Arbeitsbereich begonnene Umstrukturierung fortgesetzt hatte. Die Abteilung war verantwortlich für die Auswertung der militärischen Informationen über die Streitkräfte anderer Länder, vor allem der potentiellen militärischen Gegner. In seine Amtszeit fällt dabei zwischen 1934 und 1935 die Aufsplittung der Aufgaben zur Feindlageanalyse zwischen der Reichswehr und der Luftwaffe. Nach dem Mord an Österreichs Bundeskanzlers Engelbert Dollfuß am 25. März 1934 und der Inszenierung des sogenannten Röhm-Putsches im Sommer 1934 wurde seine Haltung zum NS-Regime zunehmend kritischer. Vor allem die in beiden historischen Ereignissen sichtbar gewordene Skrupellosigkeit des NS-Systems, Personen, die andere Auffassungen zur Erreichung eines politischen Zieles haben, durch Mord aus dem Wege zu räumen, prägte seine Motivation nachhaltig. In die Absprachen zur Vorbereitung des Putsches und damit in die tatsächliche Vorgehensweise der Machthaber in Berlin gegen die Dollfuß-Regierung in Wien war er selbst einbezogen. Am 1. Oktober 1935 erfolgte seine Ernennung zum Generalmajor und im Folgejahr übergab er die Leitung der Abteilung Fremde Heere an seinen Nachfolger Kurt von Tippelskirch (1891–1957). Am 6. Oktober 1936 wurde von Stülpnagel Kommandeur der neu aufgestellten 30. Infanterie-Division in Lübeck. Er war ab Februar 1938 Oberquartiermeister II und von November 1938 bis Mai 1940 Oberquartiermeister I im Generalstab des Heeres und somit Stellvertreter von Generalstabschef Franz Halder. Am 20. April 1939 erfolgte seine Beförderung zum General der Infanterie.
Stülpnagel war in die Septemberverschwörung von 1938 eingeweiht und gehörte auch im Winter 1939/40 zu den entschiedenen Gegnern Hitlers im Generalstab des Heeres. Während der zweiten Phase des Westfeldzugs führte er zeitweilig das II. Armeekorps. Anschließend wurde er Vorsitzender der deutsch-französischen Waffenstillstandskommission bis zum Dezember 1940. Danach führte er die 17. Armee der Heeresgruppe Süd im Deutsch-Sowjetischen Krieg. Als Kommandierender General der 17. Armee war er in der Ukraine mit den Morden an Juden konfrontiert. Nach dem Abzug der sowjetischen Truppen aus Lemberg am 28. Juni 1941 begingen Ukrainer dort einen Pogrom, an dem sich nach Besetzung der Stadt am Morgen des 30. Juni durch die 1. Gebirgs-Jäger-Division unter Generalmajor Hubert Lanz auch Hilfswillige, Angehörige der Einsatzgruppen sowie Wehrmachtsoldaten beteiligten. Da Stülpnagel bereits vor Besetzung der Stadt den Kommandierenden General des XXXXIX. Armeekorps Generalleutnant Ludwig Kübler mit seiner Vertretung zur Aufrechterhaltung von Sicherheit, Disziplin und Ordnung beauftragt hatte, trug der von Kübler eingesetzte Stadtkommandant Oberst Karl Wintergerst die Verantwortung dafür, dass der Pogrom nicht sofort gestoppt wurde, sondern durch die Ausstellung der Leichen der von den Sowjets im Gefängnis ermordeten Ukrainer angestachelt wurde. Zumal Stülpnagels Armee Verbindung zum schnellen Vormarsch der benachbarten Panzergruppe I halten musste, ist es kaum möglich, ihn mit der Ereignismeldung UdSSR Nr. 10 des Reichssicherheitshauptamtes vom 2. Juni 1941 in Verbindung zu bringen: „AOK 17 hat angeregt, zunächst die in den neu besetzten Gebieten wohnhaften anti-jüdisch und anti-kommunistisch eingestellten Polen zu Selbstreinigungsaktionen zu benutzen.“ Da sie z. T. wörtlich Reinhard Heydrichs Einsatzbefehlen Nr. 1 vom 29. Juni und Nr. 2 vom 1. Juli entspricht und deren Übereinstimmung mit der Wehrmacht suggeriert, könnte es sich um ein Produkt des Reichssicherheitshauptamtes handeln.
Zweifellos trug Stülpnagel die Verantwortung für von ihm abgezeichnete Befehle von Mitgliedern seines Stabes, dass bei Sabotageakten „in erster Linie jüdische und kommunistische Einwohner“ zur Verantwortung zu ziehen seien. „Besonders die jüdischen Komsomolzen sind als Träger der Sabotage und Bandenbildung Jugendlicher anzusehen.“ Dafür, dass er selbst ein „entschiedener Antisemit“ war, wie Manfred Messerschmidt urteilt, ist das einzige Argument seine Denkschrift an das Heeresgruppenkommando Süd vom 12. August 1941 über „Stellung und Einfluss des Bolschewismus“. Ihr letzter Abschnitt entspricht offenbar der NS-Ideologie: „Vermehrter Kampf gegen den Bolschewismus und das vor allem in seinem Sinne wirkende internationale Judentum. […] Unter der Bevölkerung des besetzten Gebietes ist vielfach eine gereizte Stimmung gegen die Juden. […] Andererseits wurde auch schon festgestellt, dass drakonische Maßnahmen gegen Juden bei einzelnen Bevölkerungskreisen Mitleid und Sympathie für sie erzeugt haben. Nachdrückliche Aufklärung über das Judentum unter der Bevölkerung gerade in der Ukraine ist daher erforderlich, um zunächst eine entschlossenere und einheitlichere Ablehnung zu erzielen.“ Dass statt der Repressalien Propaganda gefordert wird, entspricht den vorangehenden Teilen, die sich entgegen der nationalsozialistischen Politik für eine „Heranziehung zur Mitarbeit, vernünftige Behandlung und auch Versorgung der Bevölkerung“ sowie eine Förderung des wirtschaftlichen Aufbaus aussprechen. Diese Ambivalenz legt die Vermutung nahe, dass Stülpnagel seine Kritik im Blick auf den Oberbefehlshaber der Heeresgruppe Süd Generalfeldmarschall Gerd von Rundstedt durch einen regimekonformen Abschluss absichern wollte. Wegen seiner Ablehnung der Besatzungs- und Eroberungspolitik erklärte Stülpnagel, der am 21. August 1941 das Ritterkreuz des Eisernen Kreuzes erhalten hatte, am 4. Oktober 1941 seinen Rücktritt als Oberbefehlshaber der 17. Armee, offiziell als Krankmeldung.

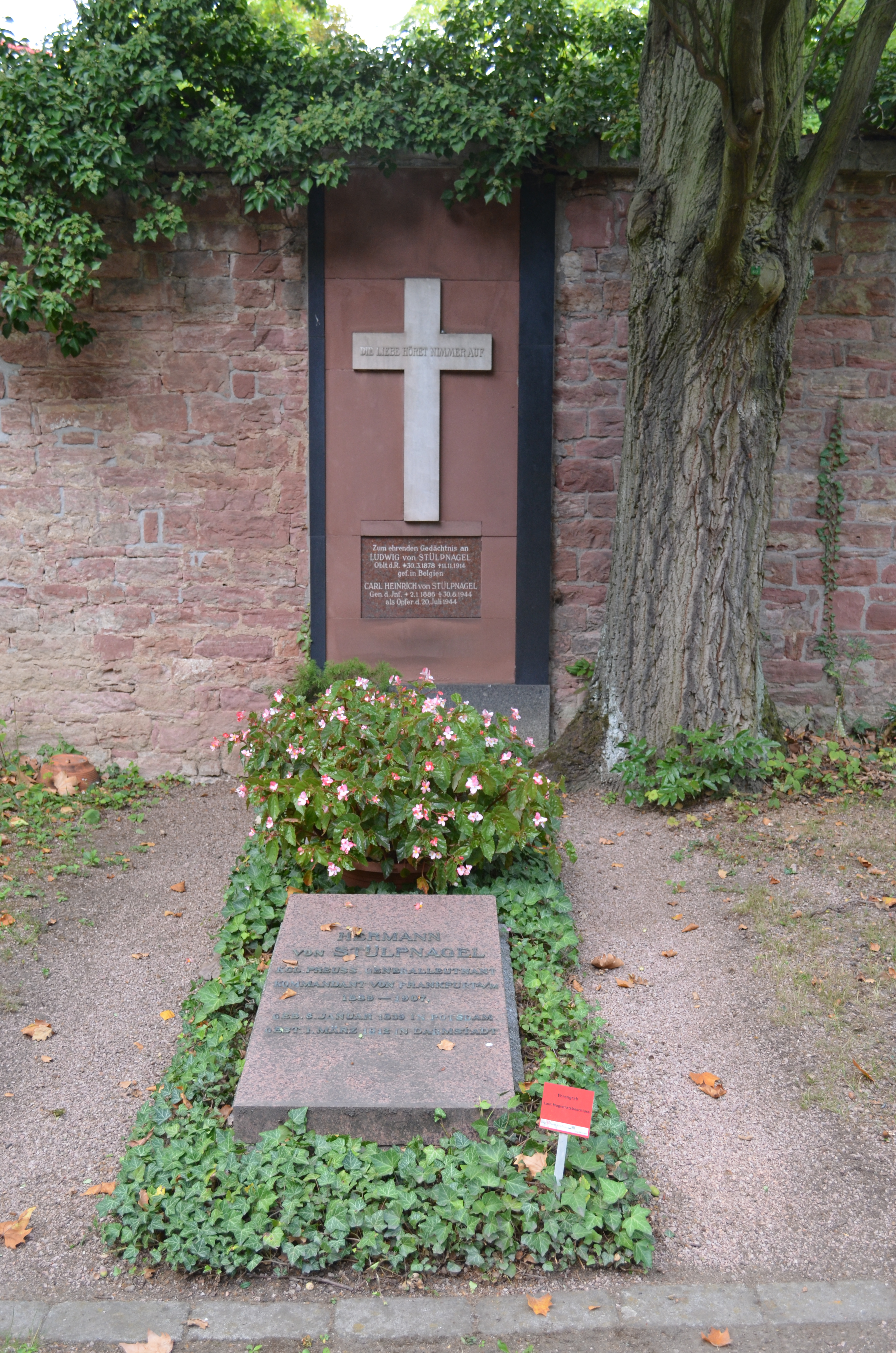
Erinnerungstafel an Carl Heinrich von Stülpnagel am Grab seines Vaters auf dem Hauptfriedhof von Frankfurt am Main

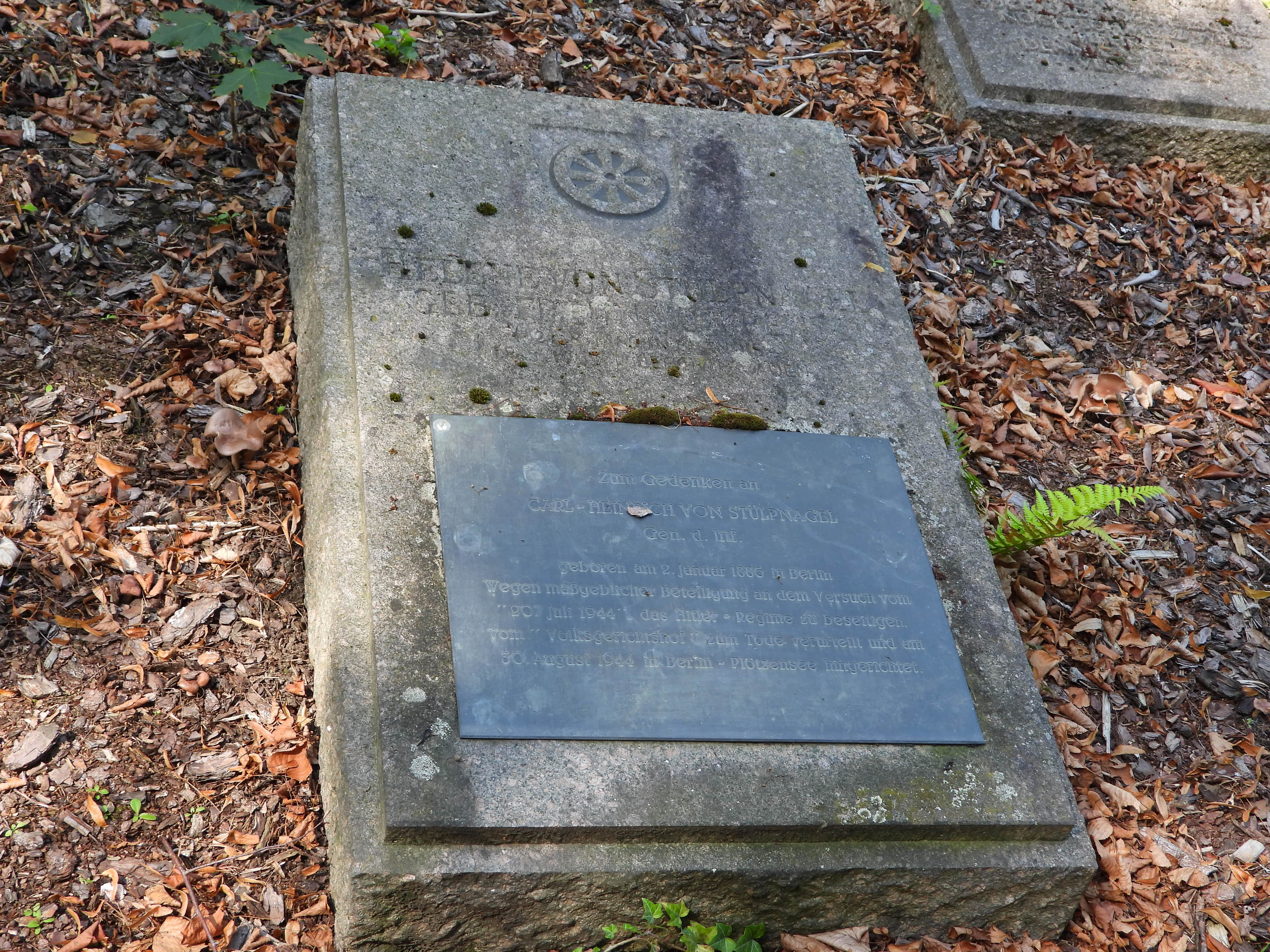
Erinnerungsgrab an Carl-Heinrich von Stülpnagel auf dem Familiengrab "Von Pentz" im Alten Friedhof in Brandis. Koordinaten: 51°20'11.8"N 12°36'34.5"E

Im Februar 1942 wurde er als Nachfolger seines entfernten Verwandten Otto von Stülpnagel zum Militärbefehlshaber in Frankreich mit Sitz in Paris ernannt, was er bis Juli 1944 blieb. In dieser Zeit unterhielt er weiterhin Beziehungen zum Widerstand, unter anderen durch seinen Mitarbeiter Oberstleutnant der Reserve Caesar von Hofacker (1896–1944, hingerichtet in Berlin-Plötzensee).

## 20. Juli 1944
An der Verschwörung der Offiziere gegen Adolf Hitler, die zum Attentat vom 20. Juli 1944 führte, war Stülpnagel unmittelbar und aus der Überzeugung, dass die Politik des NS-Regimes Deutschland in die Katastrophe führen würde, beteiligt. Es gelang ihm, in Paris die wichtigsten Funktionäre und Führer der Schutzstaffel, des Sicherheitsdienstes des Reichsführers SS und der Geheimen Staatspolizei festnehmen zu lassen. Insgesamt wurden 1.200 Angehörige des NS-Regimes verhaftet.
Vergeblich hatte Stülpnagel versucht, den Oberbefehlshaber West, Generalfeldmarschall Günther von Kluge, zur Teilnahme am Putsch zu bewegen. Als in der Nacht nach dem Attentat die Nachricht von dessen Scheitern Paris erreichte, enthob von Kluge ihn seines Postens. Am 21. Juli 1944 erhielt er den Befehl, sich beim Oberkommando der Wehrmacht in Wünsdorf bei Berlin zu melden. Unterwegs, bei Verdun, sagte er seinem Fahrer, er wolle sich das Schlachtfeld ansehen, wo er im Ersten Weltkrieg gekämpft hatte. Er stieg aus dem Wagen, schoss sich in den Kopf und stürzte in die Maas. Seine Begleitung zog ihn aus dem Wasser und brachte den schwerverletzt Erblindeten in ein Lazarett. Dort wurde er von der Gestapo verhaftet und nach Berlin gebracht. Er wurde am 30. August 1944 vom Volksgerichtshof unter Vorsitz von Roland Freisler zum Tod durch den Strang verurteilt und am selben Tag in Plötzensee hingerichtet. Bereits am 23. Juli war Karl Kitzinger, vormals  Wehrmachtbefehlshaber im Reichskommissariat Ukraine, zu seinem Nachfolger als Militärbefehlshaber in Frankreich ernannt worden.

## Erinnerung
Auf dem Grab des Vaters auf dem Frankfurter Hauptfriedhof wurde eine Erinnerungstafel an Carl Heinrich von Stülpnagel angebracht. Das Grab wurde vom Magistrat der Stadt zum Ehrengrab erklärt.

## Genealogie
- Werner von Kieckebusch: Geschichte des Geschlechtes v. Stülpnagel, Band 1, Druck Berliner Börsen-Zeitung GmbH, Verlag "DW" GmbH, Berlin 1938, S. 209 ff. (Mit Motiv).
- Walter von Hueck: Genealogisches Handbuch des Adels. Adelige Häuser A (Uradel), Band XVIII, Band 87 der Gesamtreihe GHdA, Hrsg. Deutsches Adelsarchiv, C. A. Starke, Limburg (Lahn) 1985, S. 429. ISSN 0435-2408